# Alexander Farnerud
Alexander Farnerud [alɛksandɛr farnɛrʉːd] (* 1. Mai 1984 in Landskrona) ist ein schwedischer Fußballspieler. Der Mittelfeldspieler, der in seiner Karriere in seinem Heimatland, Frankreich, Deutschland, Schweiz, Dänemark und Italien unter Vertrag stand, debütierte 2003 in der schwedischen Nationalmannschaft.

## Werdegang
Farnerud debütierte 2001 für Landskrona BoIS in der Superettan. Der Mittelfeldspieler stieg mit dem Verein am Saisonende in die Allsvenskan auf. Nach Ende der Spielzeit 2003 verließ er Landskrona und schloss sich ab Januar 2004 Racing Straßburg an. Mit Straßburg gewann er 2005 den französischen Ligapokal Coupe de la Ligue.
Farnerud debütierte am 16. Februar 2003 in der schwedischen Nationalmannschaft. In einer hauptsächlich aus Spielern der Allsvenskan bestehenden Mannschaft, die anlässlich eines Spiels um den King’s Cup gegen die Landesauswahl von Katar einen 3:2-Erfolg einfuhr, stand er in der Startelf und wurde in der 68. Spielminute gegen Stefan Ishizaki ausgewechselt. Sein erster Torerfolg im Nationaltrikot gelang ihm im weiteren Turnierverlauf, als er am 20. Februar beim 4:1-Sieg über die thailändische Nationalelf das zwischenzeitliche 3:0 erzielte. Anschließend musste er mehr als zwei Jahre auf seinen nächsten Einsatz, das vierte Länderspiel seiner Karriere, warten, ehe er am 8. Juni 2005 bei der 2:3-Länderspielniederlage gegen Norwegen in der 78. Minute für Mikael Nilsson eingewechselt wurde. Anschließend wurde er eine Zeitlang nicht mehr in die Auswahl berufen.
Im Sommer 2006 wechselte Farnerud für eine Ablösesumme von etwa 2,6 Millionen Euro zum deutschen Bundesligisten VfB Stuttgart, wo ihm auch aufgrund kleiner Verletzungen nur die Reservistenrolle blieb. Sein erstes Tor schoss er in einem Vorbereitungsspiel gegen Lazio Rom. Durch dieses Tor konnte der VfB das Spiel mit 1:1 beenden. In der Bundesliga blieb er in zwei Spielzeiten ohne Torerfolg, größter Erfolg war der Gewinn des Meistertitels in der Spielzeit 2006/07. Hierzu hatte er in neun Saisonspielen beigetragen.
Am 8. Juli 2008 wechselte Farnerud nach Dänemark zu Brøndby IF. Hier war er über weite Strecken Stammspieler und zeichnete sich als torgefährlicher Mittelfeldspieler aus. Zweimal in Folge beendete er mit dem Klub am Ende der Spielzeiten 2008/09 und 2009/10 die Superliga als Tabellendritter und erreichte somit die Qualifikationsrunden zur UEFA Europa League, wo jeweils die Teilnahme an der Gruppenphase verpasst wurde. Jedoch hatte er sich hierdurch 2009 zurück in den Kreis der Nationalmannschaft gespielt, im Januar 2009 bestritt er beim Aufeinandertreffen einer hauptsächlich aus in nordeuropäischen Ländern aktiven Spielern bestehenden Mannschaft mit der Nationalmannschaft der Vereinigten Staaten sein fünftes Länderspiel. Nach einem weiteren Einsatz wenige Tage später bestritt er in ähnlichem Rahmen 2010 zwei weitere Länderspiele.
Anfang 2011 wechselte Farnerud zum BSC Young Boys in die Schweiz und avancierte schnell zu einem Publikumsliebling. Als Tabellendritter der Spielzeit 2010/11 hatte er mit der Mannschaft die Qualifikation zur UEFA Europa League 2011/12 erreicht, nach zwei Siegen gegen den belgischen Vertreter KVC Westerlo schied die Mannschaft in den Play-offs trotz Farneruds Treffers zum 2:2-Endstand zehn Minuten vor Spielende im Rückspiel gegen den portugiesischen Klub Sporting Braga nach einem 0:0-Remis in Portugal aufgrund der Auswärtstorregel aus dem Wettbewerb aus. Mit dem gleichen Ergebnis in der Meisterschaft des Folgejahres wiederum in der Qualifikation vertreten, erreichte er mit dem Klub in der UEFA Europa League 2012/13 die Gruppenphase. Dort verpasste die Mannschaft in einem Kopf-an-Kopf-Rennen mit dem FC Liverpool und Anschi Machatschkala bei jeweils zehn Punkten aufgrund der schlechteren Ergebnisse im direkten Vergleich die K.-o.-Phase.
Farnerud hatte zwar einen Vertrag bis zum Sommer 2016 gültigen Vertrag besessen, machte jedoch nach guten Leistungen innerhalb der Super League und insbesondere der UEFA Europa League auch außerhalb der Schweizer Landesgrenzen auf sich aufmerksam. Am 19. Juni 2013 wurde bekanntgegeben, dass er für 2,5 Millionen Schweizer Franken zum FC Turin wechselt. In der Serie A kam er jedoch nur zeitweise über die Rolle des Ersatzspielers hinaus. In den Spielzeiten 2013/14 und 2014/15 stand er mit jeweils 15 Startspieleinsätzen nur bei knapp jeweils zwei Drittel seiner Saisonspiele in der Startelf, in der Spielzeiten 2015/16 kam er lediglich zu insgesamt fünf Einsätzen als Einwechselspieler im gesamten Saisonverlauf. Zwischenzeitlich hatte er sich ein weiteres Mal in den Fokus der nun von Erik Hamrén betreuten Auswahl gespielt, der ihn im März 2015 für ein mögliches erneutes Comeback in die Auswahl berief. Letztlich musste er jedoch verletzungsbedingt absagen und wurde durch den knapp sieben Jahre jüngeren Marcus Rohdén ersetzt, eine weitere Berufung blieb aus.
Nachdem Farnerud im Sommer 2016 kurzzeitig ohne Verein war, kehrte er im August nach Schweden zurück. Beim Göteborger Klub BK Häcken unterzeichnete er einen Vertrag mit dreieinhalb Jahren Laufzeit. Hier war er auf Anhieb Stammspieler, zog sich jedoch im folgenden Sommer eine Knieverletzung zu. Im Herbst entschieden sich Verein und Spieler daraufhin auf eine Auflösung des Vertrages.
Ab Oktober 2018 spielte er bis Ende des Jahres 2019 für den Helsingborgs IF.
Im Januar 2020 absolvierte mehrere Trainingseinheiten beim deutschen Drittligisten SG Sonnenhof Großaspach. Zu einer Vertragsunterzeichnung kam es jedoch nicht.
Im Mai 2020 stieß er zum IFK Göteborg, bei welchem sein Bruder Pontus Farnerud das Amt als Sportchef innehat. Im Finale des Svenska Cupen am 30. Juli 2020 gegen Malmö FF wurde er in der 68. Minute eingewechselt. In der 4. Minute der Verlängerung schoss er nach einer Vorlage von Patrik Karlsson Lagemyr den 2:1-Siegtreffer.
Der Vertrag zwischen Farnerud und Göteborg wurde im Dezember 2020 aufgelöst.
Für die Saison 2021/22 unterschrieb er einen Vertrag beim Schweizer Verein FC Chiasso.
Für die Spielzeit 2023/24 wurde er vom württembergischen Verbandsligaaufsteiger TV Echterdingen als Spieler und Co-Trainer verpflichtet. Mitte Januar beendete er das Engagement.

## Erfolge
- Coupe de la Ligue mit RC Straßburg in der Saison 2004/05
- Deutscher Meister mit dem VfB Stuttgart in der Saison 2006/07
- Schwedischer Pokalsieger mit IFK Göteborg in der Saison 2019/20

## Sonstiges
Alexander Farneruds Bruder Pontus Farnerud war ebenfalls schwedischer Nationalspieler.